# Ga Hwamyeong
Ga Hwamyeong là đường sắt và tàu điện ngầm nằm ở phía Bắc Busan, Hàn Quốc.
Nó được xây dựng lại gần đây nhất vào năm 1999.
Ga đường sắt và tàu điện ngầm không kết nối trực tiếp. Ga tàu điện ngầm nằm trên Busan Metro tuyến 2.

## Liên kết
- Mạng thông tin trạm từ Tổng công ty vận chuyển Busan